# Grantfork
Grantfork è un villaggio degli Stati Uniti d'America, situato nello Stato dell'Illinois, nella contea di Madison.